# 瀧の家鯉香
瀧の家鯉香（たきのや　こいか、1916年? -1980年代　本名：佐々木敏子（あるいは宇た）は三味線漫談家(女道楽)。生前は落語協会所属。
三味線コントと称した都々逸、とっちりとん、のんき節などをおりまぜた女道楽で活躍、大阪では吉本興業の花月にも出演経験があった。

## 経歴
横浜の出身。芸妓であったが気の強さから長続きせず、女道楽の「滝の家連」に加入。瀧の家お鯉・鯉香でのんき節漫才をやっていたが、コンビを解消したのち、三味線漫談をする。落語協会の色物として1970年代前半まで活躍。大阪でも受け入れられ1970年代は和朗亭にも出演。体調を崩し高座の回数も徐々に減り俗曲の師匠をしていた。1980年代半ばに死去。

## その他
- 1966年5月、安来節で有名だった木馬座で行われた大空ヒットの主催の漫才大会に柳家三亀松らとともに出演している。
- お鯉は後に千家松人形・お鯉として終生活動。